# Anselmo Cessi

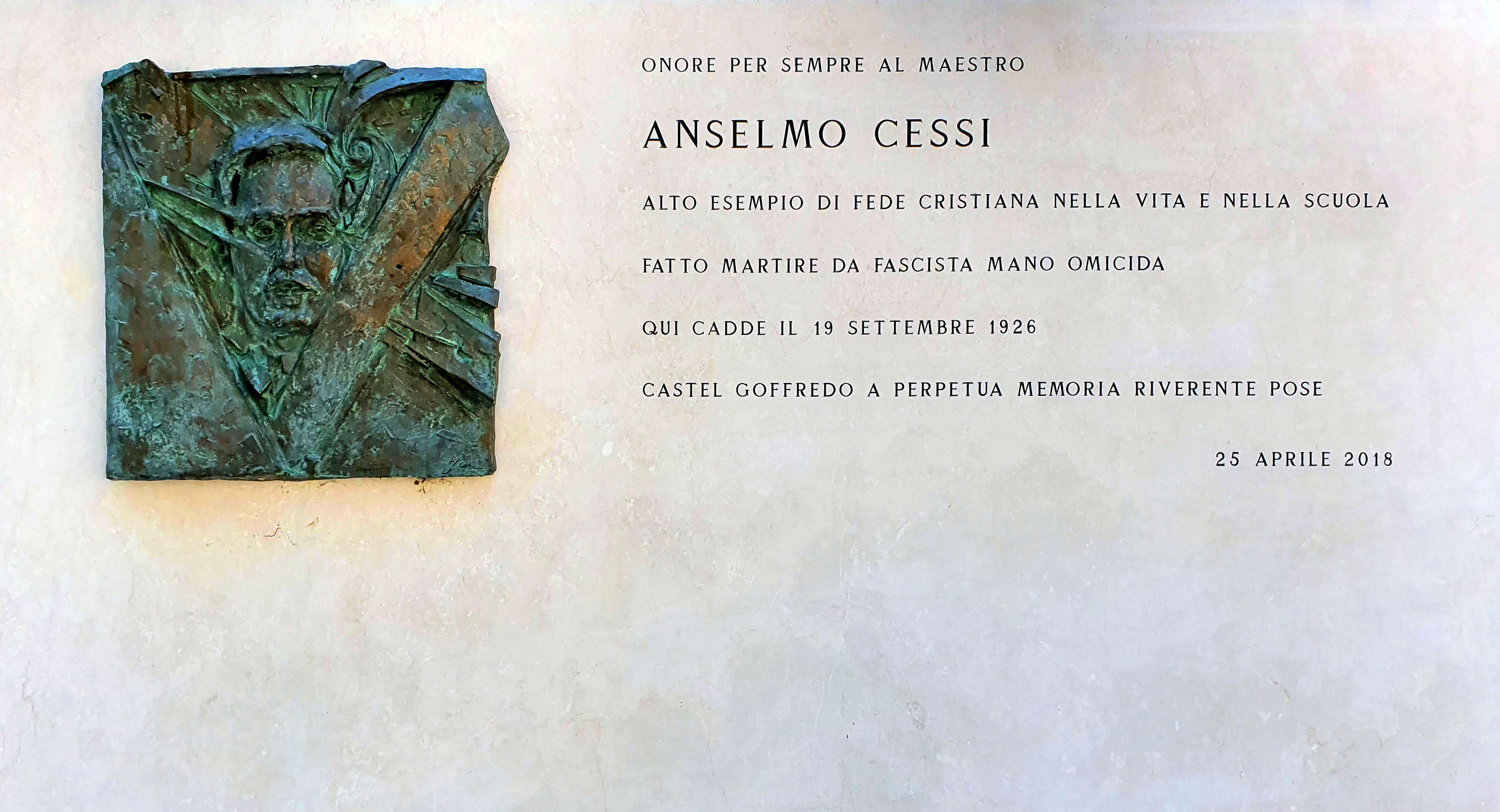
Castel Goffredo, monumento ad Anselmo Cessi

Anselmo Cessi (Castel Goffredo, 8 novembre 1877 – Castel Goffredo, 19 settembre 1926) è stato un insegnante italiano, vittima del fascismo.

## Biografia
Nacque a Castel Goffredo da Gelasio e Maria Mazzuconi, maestra elementare.
Era nipote del patriota Carlo Cessi (n. 1806), coinvolto nella congiura di Belfiore del marzo 1852.
Nel 1889 entrò in seminario a Mantova, frequentando gli studi ginnasiali che concluse nel 1895. Nel 1903 prese servizio come maestro alla scuola elementare di Castel Goffredo. Il 3 settembre 1906 sposò Erminia Schinelli, maestra; ebbero sette figli, cinque dei quali morirono piccoli.
Oltre all'attività di maestro elementare partecipò attivamente alla vita politica comunale e provinciale militando nelle file dei democratico-cristiani di inizio novecento e successivamente nel Partito Popolare di don Sturzo, diventando prima segretario della sezione locale nel 1920 e quindi membro del Comitato provinciale a Mantova nel 1921. Assunse la presidenza provinciale dell'Associazione dei maestri cattolici dal 1913 fino alla morte. Fu anche nominato nel 1921 direttore della locale cassa rurale locale.
Nel giugno 1921 il fascismo si impose anche a Castel Goffredo e nel 1922 il Cessi prese le difese di un gruppo di giovani cattolici presi di mira dalle camicie nere: iniziò un lungo braccio di ferro, anche con articoli sulla stampa cattolica.
Rimasto vedovo della prima moglie, si risposò nel 1925 con Santa Dalzini.

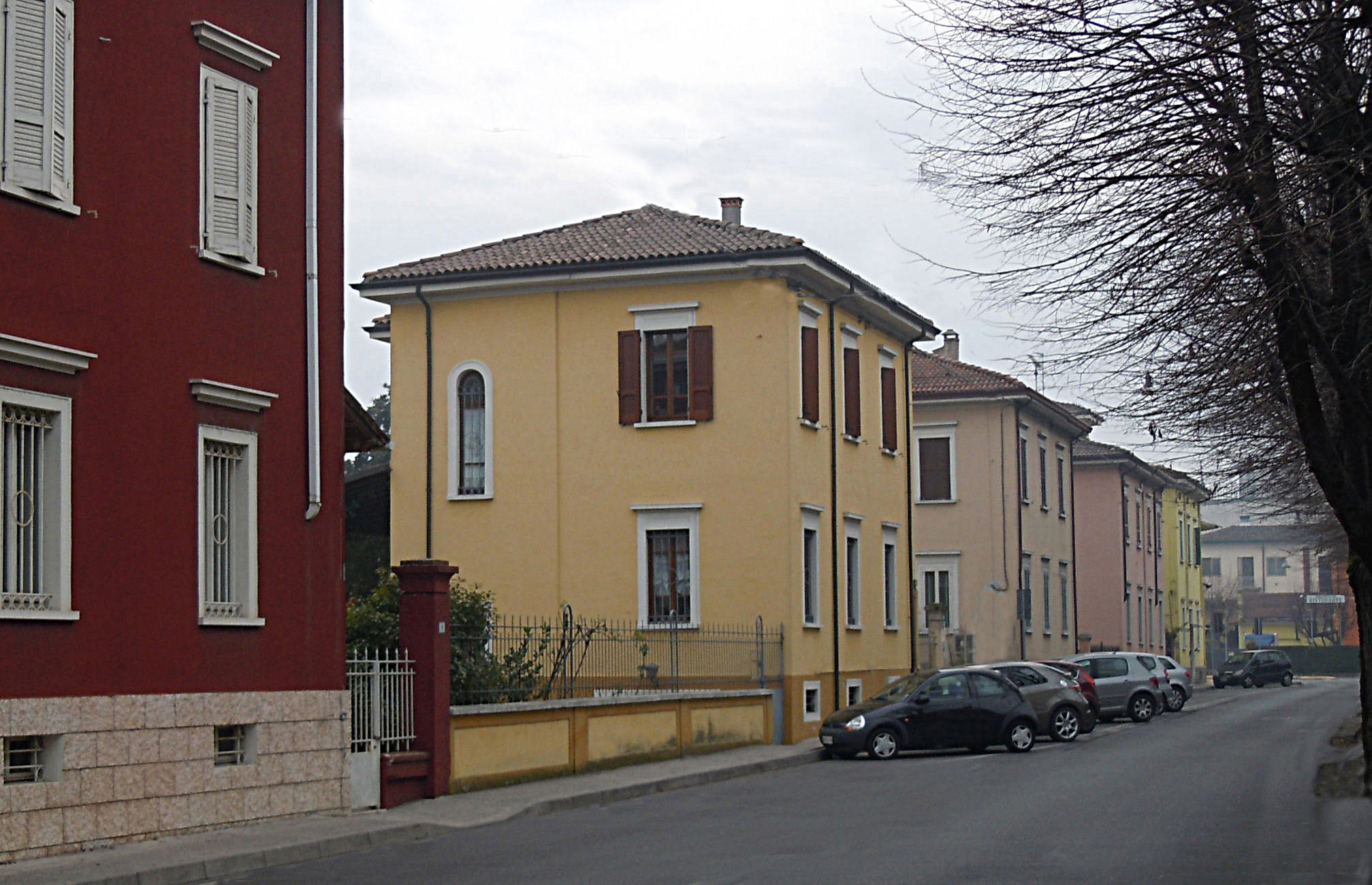
Castel Goffredo, ex via Circonvallazione (ora via Anselmo Cessi), luogo dell'uccisione

Da sempre predicatore della tolleranza e del rispetto, la sera del 19 settembre 1926, mentre tornava a casa con la moglie, due uomini lo assalirono; lo presero a bastonate e infine uno di questi gli sparò contro un colpo mortale. Fu assassinato a causa del suo impegno politico per la difesa della libertà e della verità. Gli autori dell'omicidio, pur riconosciuti dalla moglie, furono mandati assolti dalla Corte d'assise di Mantova nel 1928 e l'evento criminale fu destinato all'oblio.
La sua ferma testimonianza cristiana convinse Giovanni Paolo II ad annoverarlo, in occasione del Giubileo del 2000, fra i "martiri del nostro tempo".
Il 25 aprile 2018 il comune di Castel Goffredo ha dedicato al maestro un monumento nell'omonima via, opera dello scultore mantovano Andrea Jori.